# Сіґіта Маслаускайте-Мажилене
Сіґіта Маслаускайте-Мажилене (лит. Sigita Maslauskaitė-Mažylienė; нар. 22 грудня 1970, Вільнюс) — литовська музеєзнавиця і художниця; з 2022 року — Надзвичайний і Повноважний Посол Литви при Святому Престолі та Суверенному військовому Ордені Госпітальєрів Святого Іоанна Єрусалимського, Родосу і Мальти.

## Життєпис
Народилася 22 грудня 1970 року у Вільнюсі. Вивчала живопис у Вільнюській академії мистецтв (1990—1996) та здобула ліценціат з досліджень церковної спадщини в Папському Григоріанському університеті в Римі (1997—2000). У 2002—2005 роках вона проходила аспірантуру у Вільнюській академії мистецтв. У 2009—2011 роках брала участь в академічному стажуванні в межах проєкту ЄС з реалізації постдокторських стипендій у Литві, а також проходила творче стажування в студії Вільнюської академії мистецтв у Cité Internationale des Arts (2009) та академічне стажування у Fondation Maison des Sciences de l'Homme (Париж) за стипендією Andrew W. Mellon (2008).
З 2002 року викладала християнську археологію в семінарії святого Йосифа у Вільнюсі. У 2003—2016 роках — викладач у Центрі релігієзнавчих та наукових досліджень Вільнюського університету, а з 2012 до 2020 року — на кафедрі історії та теорії мистецтва Вільнюської академії мистецтв. З 2009 по 2022 рік очолювала Музей церковної спадщини у Вільнюсі.
17 серпня 2022 року Уряд Литви запропонував кандидатуру Сіґіти Маслаускайте-Мажилене на посаду посла при Святому Престолі та Мальтійському ордені. Вірчі грамоти вручила на авдієнції з Папою Франциском 22 листопада 2022 року.
Вона є членкинею Спілки художників Литви (з 2009 року) та Товариства істориків мистецтва Литви (з 2005 року). З 2015 року входить до редакційної колегії наукового журналу Religija ir kultūra, що видається філософським факультетом Вільнюського університету.
Окрім викладацької діяльності, Маслаускайте-Мажилєне регулярно публікується в литовській науковій пресі, а також працює як художниця, радниця музею та кураторка виставок.

## Живопис
Створила картини, близькі до традиції литовського експресіоністського живопису, у яких часто використовується християнська іконографія. З 1996 року бере участь у виставках у Литві; персональні виставки проходили у Вільнюсі (2006, 2007, 2009, 2017, 2019, 2021, 2022, 2024), Паланзі (2007, 2022), Паневежисі (2007), Шяуляї (2008), Відянішкяї (2019), Укмерге (2023), Каркассоні (2024). Курує виставки церковного мистецтва (виставка, присвячена року святого Йосафата, у Папському Григоріанському університеті в Римі, 2023).

## Публікації
- Монографія «Šventojo Kazimiero atvaizdo istorija XVI—XVIII a.» (Історія зображення святого Казимира у XVI—XVIII ст.) (2010),

Упорядниця каталогів:
- «Šventojo Kazimiero gerbimas Lietuvoje» (Вшанування святого Казимира в Литві), разом із Нерінґою Маркаускайте (2009),
- «Šv. Kazimiero gerbimo istorijos šedevrai: Lietuva–Italija» (Шедеври історії вшанування святого Казимира: Литва–Італія) (2018),
- Путівник «Vilniaus katedros požemiai» (Підземелля Віленського кафедрального собору) (2013).

## Нагороди
- Стипендія Уряду Литви для творця культури та мистецтва (2018)[2],
- Премія святого Христофора «За збереження церковного мистецтва Вільнюса та сучасний спосіб його представлення публіці» (2021)[2],
- Медаль ордена «За заслуги перед Литвою» (2015)[2],
- Офіцерський хрест ордена «За заслуги перед Італійською Республікою» (Італія, 2019)[2],
- Великий хрест ордена Пія IX (Ватикан, вручення 3 квітня 2025)[7].